# Roland Solère

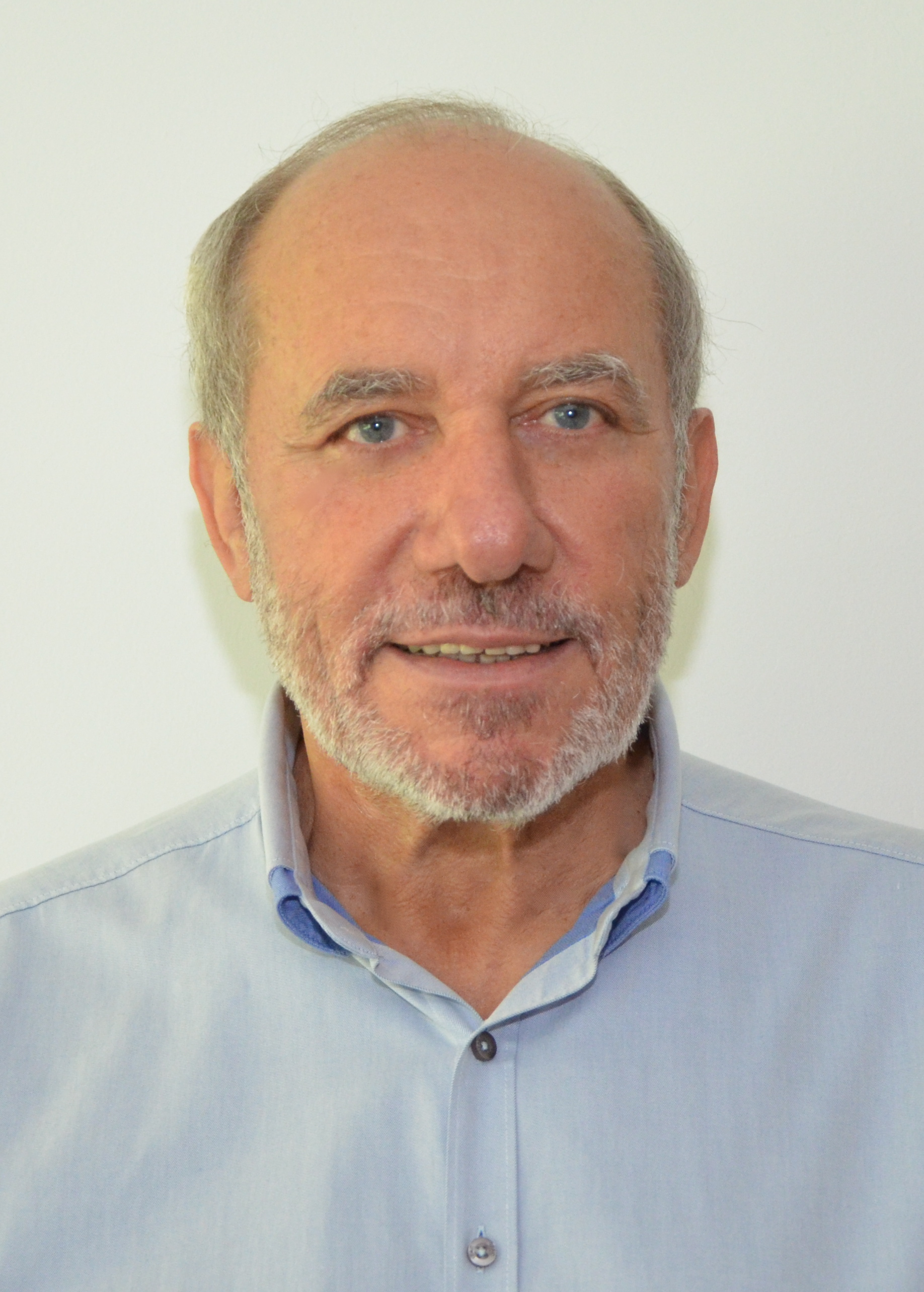
Dr. Roland Solère

Roland Solère, Francia (Portel-des-Corbières, 19 giugno 1951), è un fisioterapista francese, ideatore dell'omonimo metodo di cura.

## Biografia

### Formazione professionale
Dopo aver conseguito il diploma di stato in Fisioterapia, nel 1975 a Montpellier, cerca nelle varie espressioni della medicina un'integrazione ai propri studi, orientando il suo interesse soprattutto verso i disturbi funzionali, analizzati anche dal punto di vista della medicina non convenzionale.
Successivamente a differenti percorsi formativi, e dopo aver conseguito i titoli e le certificazioni riconosciute dallo Stato francese, dal 1981 svolge la libera professione in osteopatia e agopuntura, . Il filo conduttore dei suoi studi è rappresentato dal voler decodificare il meccanismo delle regolazioni in seno alla funzionalità del corpo umano, fino a poter comprendere come l'alterazione delle stesse possa creare problemi all'individuo, che in conseguenza può perdere il benessere pur senza sviluppare una malattia. Questa condizione, non classificabile secondo l'[eziologia] o la [patogenesi], rappresenta comunque un'alterazione dello stato di salute così come definito dall'Organizzazione Mondiale della Sanità (OMS). 

### Studi e Carriera
Per oltre venti anni porta avanti un intenso lavoro di osservazioni cliniche e di differente ricerca basata sul rendiconto di trattamenti, fino a poter redigere 332 quaderni di laboratorio che racchiudono le basi su cui si fonda la Rééquilibration Fonctionnelle – Méthode Solère.  
Alla domanda su come possa esistere, in un individuo, un quadro clinico sfuggente agli esami biochimici e strumentali, Solère cerca risposte che gli consentano di comprendere l'organizzazione logica del problema in essere, attraverso lo studio approfondito dei sistemi in relazione biodinamica. 
Le sue osservazioni riguardano la biomeccanica, le azioni muscolari, le implicazioni tissutali, circolatorie, le possibili perturbazioni neurologiche associate: tutti aspetti che i classici esami radiologici strumentali, condotti in assenza di movimento e mirati a rilevare differenze strutturali, non possono evidenziare. 
Attraverso il suo lavoro descrive l'esistenza di varie forme di sindromi dolorose esterne alle note patologie organiche, nelle quali è possibile identificare le componenti con funzionamento perturbato. Quanto riscontra Solère, è che il trattamento delle stesse deve permettere la reversibilità del problema con conseguente miglioramento/scomparsa della sintomatologia. 
Cosciente di aver ideato un metodo originale, decide di svolgere principalmente attività di formatore: è registrato ufficialmente in Francia ed insegna il metodo anche in Italia. 

## Il metodo Solère
Metodo Solère, o più propriamente Rééquilibration Fonctionnelle – Méthode Solère, è un metodo di cura costituito da modelli terapeutici di natura non farmacologica, che rappresentano delle alternative alla fisioterapia e all'osteopatia, nel campo dei dolori muscolo-scheletrici e in altri piccoli disturbi associati. È stato sviluppato da Roland Solère.
Viene praticato da fisioterapisti ed osteopati, in Belgio, Francia, Italia, Lussemburgo, Marocco, Spagna e Svizzera.

### Campo d'azione
In differenti quadri della medicina specialistica esistono molte situazioni cliniche con disturbi o sofferenze, in cui non è possibile fare una diagnosi.
A volte si tratta di patologie rare per le quali deve essere perfezionata l'indagine diagnostica, ma in altre occasioni la sintomatologia non riconduce a nessuna malattia o trauma perché è la semplice manifestazione di disturbi funzionali. In quest'ultimo caso le indagini strumentali possono eventualmente mostrare aspetti non specifici (atipie, fisiologica usura delle strutture), presenti anche in individui che non manifestano nessuna sintomatologia problematica per cui, la loro eventuale presenza, non sempre può essere causa dei sintomi percepiti.
In questo ambito di disturbi non patologici, definibile anche come una “zona d'ombra della medicina”, le differenti sintomatologie possono essere motivo di consulto presso il medico, il fisioterapista, l'osteopata o altri operatori della medicina non convenzionale.
Le indicazioni del Metodo Solère non rientrano nell'area della medicina fisica e riabilitazione, che comprende prevalentemente differenti disabilità dovute a patologia. È però nella stessa area che si trovano numerosi individui che lamentano un problema con caratteristiche inquadrabili con il metodo.

### Principi teorici
Il Metodo Solère introduce un modello di valutazione ed analisi che porta a scindere le varie sintomatologie in componenti:
- meccaniche – Dovute principalmente alla restrizione della mobilità articolare
- meccaniche – circolatorie. Dove la restrizione della mobilità articolare comporta una riduzione qualitativa della microcircolazione, specialmente a carico della muscolatura liscia dei visceri.[2]
- con perturbazioni sensoriali, che si manifestano con sindromi da dolore cronico aspecifico, con sindromi da sensibilizzazione centrale del dolore[3], oppure in maniera sovrapponibile alla fibromialgia.

Per ogni caso clinico che rientri nelle possibilità di trattamento, la valutazione di queste caratteristiche, associata al luogo della manifestazione, all'analisi del dolore ed alla sua modalità di comparsa, può permettere all'operatore di individuare l'indicazione per uno dei modelli terapeutici di natura non farmacologica.

### Il trattamento
Per evitare che ciascun caso venga preso in carico con tecniche applicate soggettivamente, Solère ha codificato un Referenziale che riassume, per ogni quadro clinico non patologico e potenzialmente trattabile, una serie di segni e caratteristiche individuabili con una certa facilità nel Paziente, attraverso una valutazione funzionale. 
La finalità è quella di razionalizzare l'approccio terapeutico, analogamente a ciò che fanno le linee guida nel campo della medicina, per ogni patologia.
I modelli terapeutici orientano verso lo schema di trattamento da seguire, basato su tecniche manuali non forzate e sulla stimolazione di punti riflessi attraverso il massaggio. Per ognuno di questi sono evidenziati i criteri di differenziazione tra lesione organica e perturbazioni funzionali, condizione che permette di considerare questo tipo di terapia come una cura, nel quadro delle competenze del fisioterapista e dell'osteopata.

### Evidenza scientifica
Non trattandosi di patologie, né di terapie farmacologiche o chirurgiche, né di cicli di rieducazione protratti nel tempo, tutte condizioni per le quali è doveroso valutare il rischio/beneficio, il Metodo Solère propone la riproducibilità del fenomeno terapeutico come parametro di evidenza clinica, ottenuta da operatori differenti, su casi non omogenei, per i quali è stato applicato lo stesso modello di analisi/trattamento. L'assenza di parametri oggettivabili con esami diagnostici infatti, rende di difficile attuazione il tipico studio clinico applicato nella valutazione dei farmaci.
Il principio che Roland Solère vuole trasmettere attraverso il suo insegnamento, al di la delle tecniche normalizzazione, è così riassumibile: quando un determinato problema, che non risulta inquadrabile con la diagnosi medica, non rientra neanche nella psicosomatica, può essere analizzato con una differente chiave di lettura. La condizione necessaria è quella di identificarne le componenti che, nel campo dei disturbi funzionali, sono spesso sregolazioni del funzionamento in uno o più sistemi, senza lesioni documentabili.